# BTF3L4
BTF3L4 (англ. Basic transcription factor 3 like 4) – білок, який кодується однойменним геном, розташованим у людей на 1-й хромосомі. Довжина поліпептидного ланцюга білка становить 158 амінокислот, а молекулярна маса — 17 271.
| 10         |  | 20         |  | 30         |  | 40         |  | 50         |
| ---------- |  | ---------- |  | ---------- |  | ---------- |  | ---------- |
| MNQEKLAKLQ |  | AQVRIGGKGT |  | ARRKKKVVHR |  | TATADDKKLQ |  | SSLKKLAVNN |
| IAGIEEVNMI |  | KDDGTVIHFN |  | NPKVQASLSA |  | NTFAITGHAE |  | AKPITEMLPG |
| ILSQLGADSL |  | TSLRKLAEQF |  | PRQVLDSKAP |  | KPEDIDEEDD |  | DVPDLVENFD |
| EASKNEAN   |  |            |  |            |  |            |  |            |

A: Аланін

D: Аспарагінова кислота

E: Глутамінова кислота

F: Фенілаланін

G: Гліцин

H: Гістидин

I: Ізолейцин

K: Лізин

L: Лейцин

M: Метіонін

N: Аспарагін

P: Пролін

Q: Глутамін

R: Аргінін

S: Серин

T: Треонін

Кодований геном білок за функцією належить до фосфопротеїнів. 
Задіяний у такому біологічному процесі, як альтернативний сплайсинг. 